# Chi Chuột cống túi
Bettongia là một chi động vật có vú trong họ Potoroidae, bộ Hai răng cửa. Chi này được Gray miêu tả năm 1837. Loài điển hình của chi này là Bettongia setosa Gray, 1837 (= Kangurus gaimardi Desmarest, 1822).

## Hình ảnh

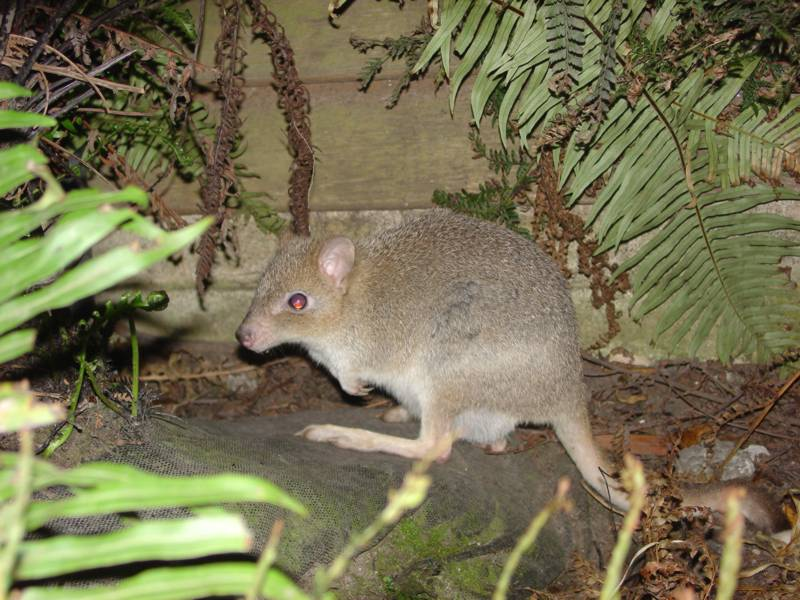
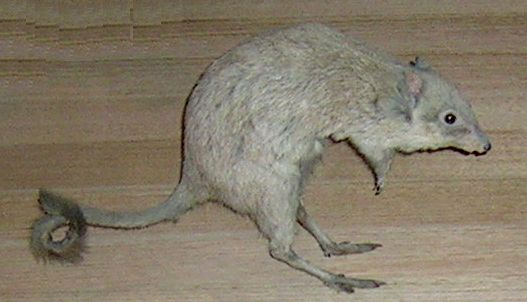
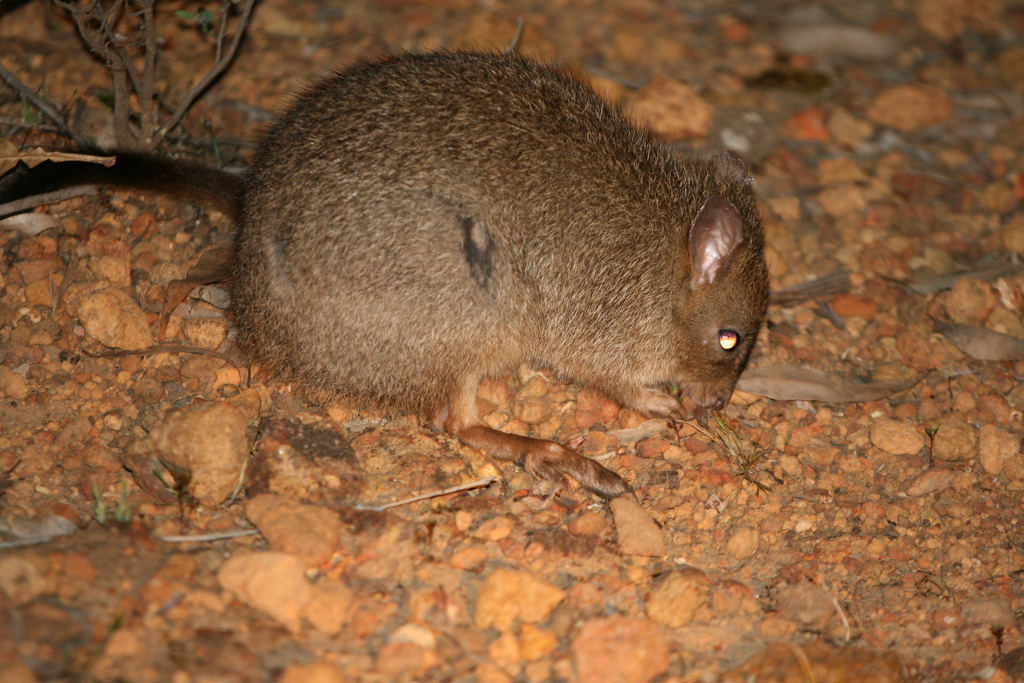

## Các loài
Chi này gồm các loài:
- Bettongia gaimardi
- Bettongia lesueur
- Bettongia penicillata
- Bettongia tropica
- Bettongia moyesi †